# Diploma Hochschule

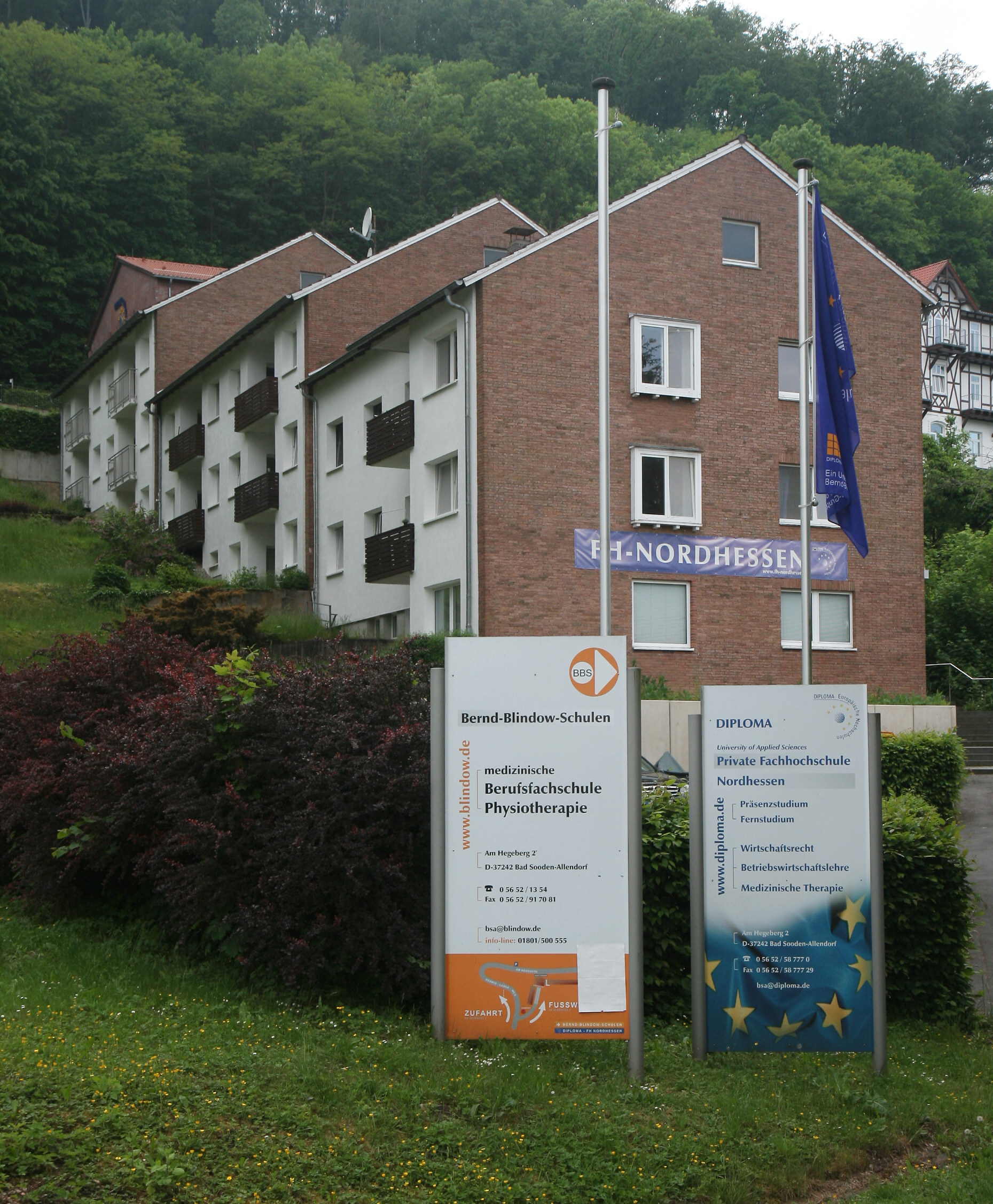
DIPLOMA Hochschule in Bad Sooden-Allendorf (2016)

Die Diploma Hochschule, Eigenschreibweise: DIPLOMA, (University of Applied Sciences) ist eine interdisziplinär ausgerichtete, vom Bundesland Hessen unbefristet staatlich anerkannte Hochschule (1998) in privater Trägerschaft mit Sitz in Bad Sooden-Allendorf. Sie bietet Studiengänge in den Studienbereichen Design & Medien, Gesundheit & Therapie, Psychologie & Wirtschaftspsychologie, Soziales & Pädagogik, Technik & IT sowie Wirtschaft & Management an. Die DIPLOMA bietet Fernstudiengänge, Präsenzstudiengänge, Duale Studiengänge sowie ausbildungsbegleitende Studiengänge an.

## Chronik
Die Geschichte geht auf das Jahr 1994 zurück und war mit der Fachhochschule Nordhessen verknüpft. Genehmigt wurde die Diploma Hochschule – Fachhochschule Nordhessen 1997. Im Jahre 1998 wurden die Diplom-Studiengänge Betriebswirtschaft und Wirtschaftsrecht als berufsbegleitendes Fernstudium und als Präsenzstudium in Bad Sooden-Allendorf und Ergotherapie und Physiotherapie aufgenommen. Von 2007 bis 2010 wurde in Kooperation mit der Tiroler Privatuniversität UMIT in Hall in Tirol ein Doktoratsstudium angeboten. Die Studiengänge wurden 2008 von Diplom auf Bachelor und Master umgestellt. 2012 wurde das Studienzentrum in Hamburg eröffnet. Im Jahrgang 2014/15 wurde ein Doktoratsstudium in Kooperation mit der Universität Lettlands in Riga angeboten. Es gibt zahlreiche Kooperationspartner. Seit 2017 werden Zertifikatskurse aus dem Bereich IT angeboten. Das Studienangebot der Hochschule beläuft sich auf insgesamt 38 Bachelor- und Masterstudiengänge.

## Betreiber
Trägerin ist die Diploma Private Hochschulgesellschaft mbH. Alle Studiengänge sind mit den international anerkannten Abschlüssen Bachelor oder Master von den Akkreditierungsagenturen AHPGS (Akkreditierungsagentur für Studiengänge im Bereich Gesundheit und Soziales), FIBAA (Foundation for International Business Administration Accreditation) und ACQUIN (Akkreditierungs-, Certifizierungs- und Qualitätssicherungs-Institut) akkreditiert. Damit sind die Abschlüsse der Studiengänge der DIPLOMA Hochschule bundes- sowie europaweit anerkannt und erbrachte Leistungen im europäischen Hochschulraum anrechenbar.

## Standorte
Studienzentren und Kooperationspartner gibt es an 29 Standorten in Deutschland und Österreich: Aalen, Baden-Baden, Bad Sooden-Allendorf, Berlin, Bochum, Bonn, Dresden, Friedrichshafen, Hamburg, Hannover, Hannover Außenstelle, Heilbronn, Hoyerswerda, Kaiserslautern, Kassel, Leipzig, Magdeburg, Mainz, Mannheim, München, Ostfildern, Prichsenstadt, Regenstauf, Rinteln, Schwentinental, Stein/Nürnberg, Wiesbaden, Wien und Wuppertal.
Das Studienzentrum Magdeburg (MEU) betreut die beiden Studiengänge Psychologie B. Sc. und Psychologie mit Schwerpunkt Klinische Psychologie und Psychologisches Empowerment M. Sc.